# シネプレックス (カナダの企業)
シネプレックス（Cineplex Inc.）は、オンタリオ州トロントに本社を置く、カナダのエンタテインメント企業。事業子会社のシネプレックス・エンターテインメントLP（Cineplex Entertainment LP）を通じて、カナダ国内で165の劇場を運営している。同社は、Cineplex Cinemas、Cineplex Odeon、SilverCity、Galaxy Cinemas、Cinema City、Famous Players、Scotiabank Theatres、Cineplex VIP Cinemasなど、数多くのブランドで映画館を運営している。

## 概要
シネプレックスは、1912年に設立されたフェイマス・プレイヤーズ・フィルム・コーポレーションの遺産を主張し、その後1941年にオデオン・テアトル・オブ・カナダが設立された。その後、1941年にオデオン・シアターズ・オブ・カナダが設立された。オデオンは1978年にカナディアン・シアターズと合併し、カナディアン・オデオン・シアターズとなった。シネプレックスは1979年に営業を開始した。オデオンは、1984年にシネプレックスと合併し、シネプレックス・オデオン・コーポレーションとなったが、1998年にロウズ・シアターズに買収され、ロウズ・シネプレックス・エンターテインメントとなった。現在の企業は、1999年にエリス・ジェイコブとシネプレックス・オデオンの幹部がギャラクシー・エンタテインメントを設立したことに始まる。ギャラクシー・エンタテインメントは、2001年に倒産したロウズ・シネプレックスのカナダ部門を2002年にオネックス・コーポレーションが吸収合併した。2005年、シネプレックス・ギャラクシーは、ナショナル・アミューズメンツからフェイマス・プレイヤーズを買収し、規模を2倍に拡大した。
2002年以降はオネックス・コーポレーションが所有していたが、2011年に上場した。2019年12月16日、シネプレックスは、規制当局と株主の承認を待って、英国の映画興行会社シネワールド・グループに28億ドルで買収されることに合意したが、シネワールドは2020年6月に売却条件の不特定多数の違反を理由に売却を断念した。
シネプレックスは、エンターテインメント（UltraAVX、Xscape Entertainment Centre、Player One Amusement Groupなど）やレストラン（OutTakes、Poptopiaなど）の複数のブランドを所有・運営している。また、スコシアバンクと共同でロイヤリティプログラム「Scene」を展開している。

## ロゴの歴史

2003年から2005年まで使用されたCineplex-Galaxyのロゴ。
2005年から2009年まで、「Go Big」キャンペーンで使用されたロゴ。シネプレックス・エンタテインメントがフェイマス・プレイヤーズを吸収した後の最初のロゴである。
2009年から2015年まで、「Escape With Us」のブランドで使用されていたロゴ。
「See the Big Picture」というスローガンのもと、2015年から使用しているロゴ。以前のロゴと似ているが、色が明るくなっている。